# Grafenau (Niederbayern)
Die bayerische Stadt Grafenau liegt im Landkreis Freyung-Grafenau im Regierungsbezirk Niederbayern. Der staatlich anerkannte Luftkurort im Bayerischen Wald liegt am Goldenen Steig, erlangte 1376 die Stadtrechte und ist somit die älteste Stadt des Bayerischen Waldes.

## Geographie

### Geographische Lage

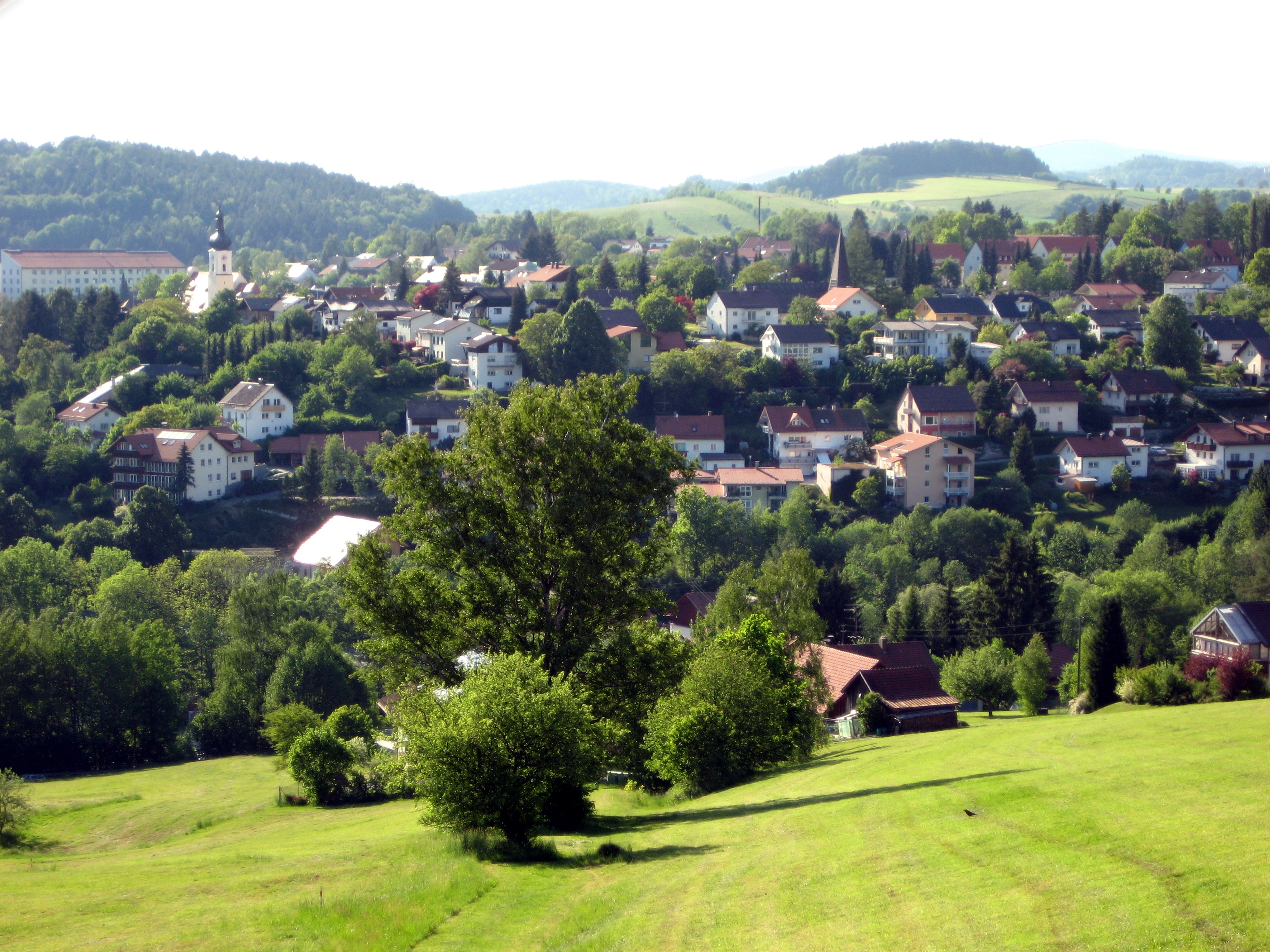
Grafenau

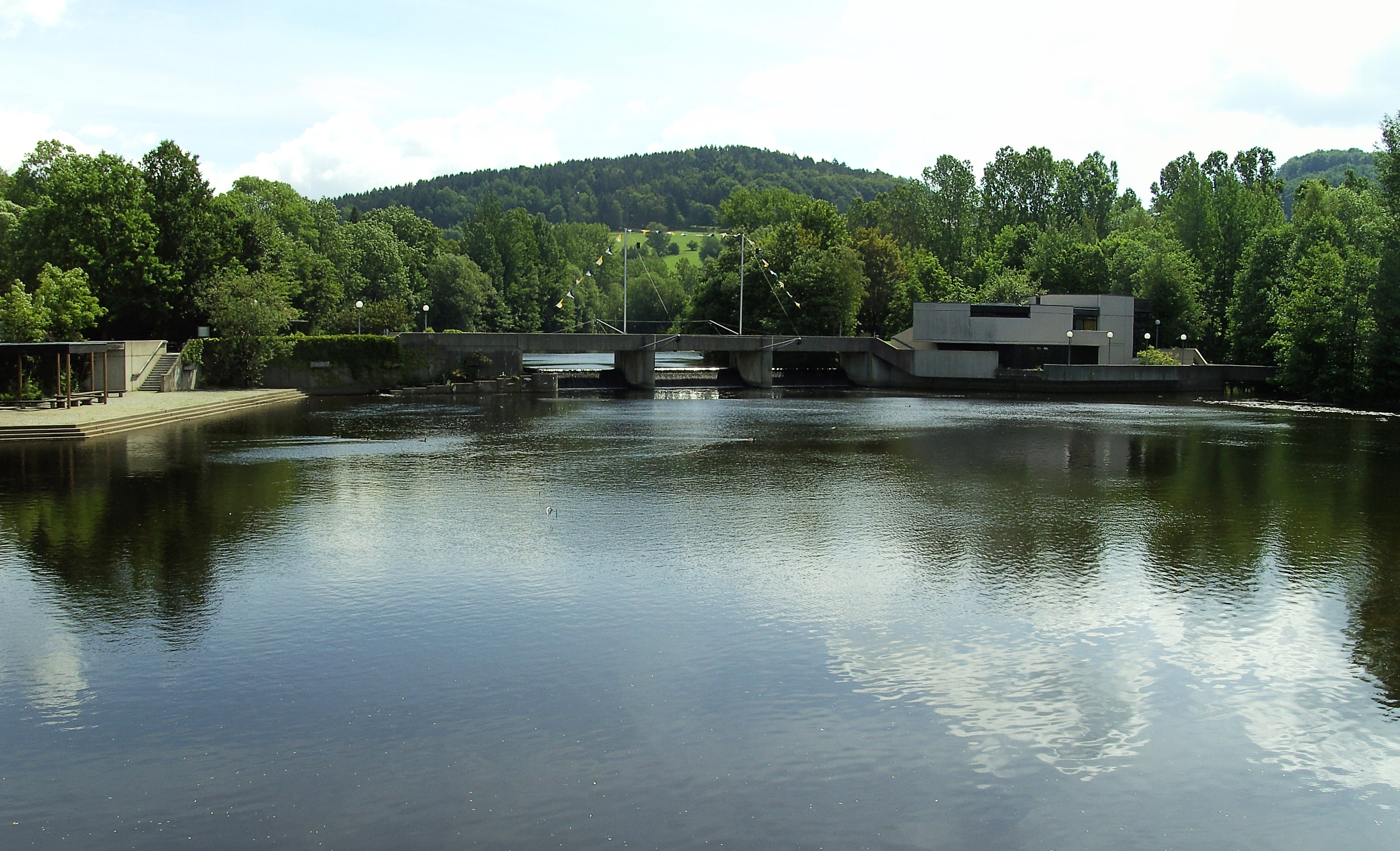
Der Grafenauer Kurparksee

Die Stadt liegt im Mittelgebirge Bayerischer Wald auf einer Höhe zwischen 600 und 700 m ü. NHN unmittelbar am Nationalpark Bayerischer Wald. Entlang des östlichen und südlichen Stadtrandes fließt die Kleine Ohe (Grafenauer Ohe), ein Quellfluss der Ilz. Sie speist einen 1976 künstlich angelegten See (siehe Foto) im Sport- und Erholungspark der Stadt.

Die Stadt Grafenau vom südlichen Stadtteil Schlag aus gesehen.

Grafenau liegt in der Moldanubischen Region des kristallinen Grundgebirges in der Landschaft des hinteren Bayerischen Waldes. Das hier angesprochene nordostbayerische Grundgebirge ist der westliche Teil der Böhmischen Masse. Dazu gehören die Landschaften des Bayerischen Waldes, des Oberpfälzer Waldes, des Fichtelgebirges und des Frankenwaldes. Die Einheit der Böhmischen Masse bildet den Ostteil des europäischen variszischen Orogens. Die variszische (auch varistische oder variskische) Gebirgsbildung vollzog sich hauptsächlich in den Perioden des Devons und Karbons im Erdzeitalter des Paläozoikums. Die vorherrschenden Gesteine sind von mächtigen Granitkörpern durchdrungene Gneise.
Die Zuordnung Grafenaus zum hinteren Bayerischen Wald wird durch ihre Lage (unmittelbar) östlich der Störungszone des Großen Pfahles reglementiert.

### Gemeindegliederung
Die Stadtgemeinde Grafenau hat 52 Gemeindeteile:
- Altbachhaus
- Arfenreuth
- Aufeld
- Auwies
- Bärnstein
- Dimpflmühle
- Eiblöd
- Einberg
- Elmberg
- Elsenthal
- Ettlmühle
- Frauenberg
- Furth
- Furthhammer
- Gehmannsberg
- Grafenau
- Grafenhütt
- Großarmschlag
- Grotting
- Grüb
- Grüberschlag
- Harretsreuth
- Harschetsreuth
- Haselbach
- Haus im Wald
- Heinrichsreit
- Hörmannsberg
- Hötzhof
- Jägerreith
- Judenhof
- Kaltenberg
- Kleblmühle
- Klingmühle
- Köpplhof
- Langfeld
- Lichteneck
- Liebersberg
- Lindenhof
- Moosham
- Nendlnach
- Neudorf
- Oberhüttensölden
- Reismühle
- Rosenau
- Schildertschlag
- Schlag
- Schlageröd
- Seiboldenreuth
- Steinscharten
- Stöckelholz
- Unterhüttensölden
- Voitschlag

### Klima
Die Temperatur beträgt im Jahresmittel 7–8 °C. Grafenau erfüllt seit 1965 – nachgewiesen durch ständig erneuerte und kontrollierte Gutachten durch den Deutschen Wetterdienst – die bioklimatischen und lufthygienischen Voraussetzungen zum Führen des Prädikats Luftkurort.
In der näheren Umgebung werden vom DWD folgende Wetterstationen abgerufen:
- Sankt Oswald-Riedlhütte (ID 4392)
- Saldenburg-Entschenreuth (ID 4354)
- Waldhäuser (Nat.Park) (ID 5306)
- Mauth-Finsterau (ID 3211)
- Spiegelau-Klingenbrunn (ID 4778)

Die vierstelligen Nummern in Klammern sind die entsprechenden Identifikationsnummern der angegebenen Stationen.

## Geschichte

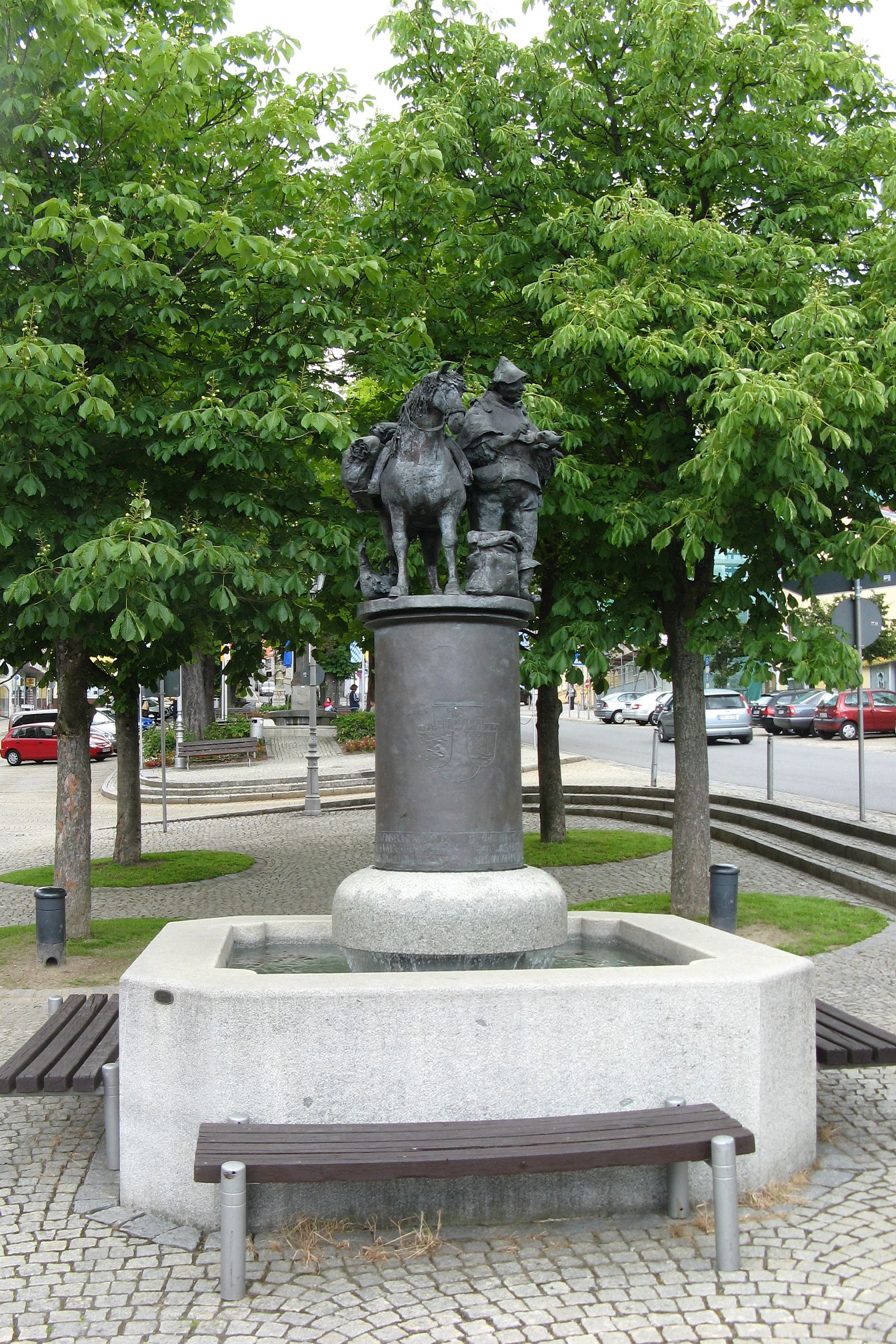
Brunnen zum Andenken an die Bedeutung des Salzhandels für Grafenau

### Bis zum 19. Jahrhundert
Der erste schriftliche Nachweis über Grafenau stammt aus dem Jahr 1255. Im Jahr 1376 erhob Kaiser Karl IV. sie zur ersten Stadt des Bayerischen Waldes, da die Stadt dadurch das Recht erhielt eine Stadtmauer zu errichten und somit der Salzhandel mit Böhmen gesichert wurde. Grafenau lag am Goldenen Steig der eine Handelsverbindung zwischen Österreich, Bayern und Böhmen darstellte. Kurz zuvor, im Jahr 1375, fiel das Gebiet um Grafenau, verwaltet vom Schloss Bärnstein aus, nach dem Aussterben der Grafen von Hals an Landgraf Johann I. von Leuchtenberg. 1417 kam es an Graf Etzel von Ortenburg und 1438 an die Wittelsbacher.
1450, 1468 und 1504 wurde Grafenau von Böhmen überfallen und die Gulden Strass unpassierbar gemacht. Im 16. Jahrhundert ging der Salzhandel zurück und somit verlor Grafenau an wirtschaftlicher Bedeutung. Noch heute erinnert das jährliche Säumerfest, das 1976 zur 600-Jahr-Feier der Stadt erstmals veranstaltet wurde, an die Säumer genannten Salzhändler.

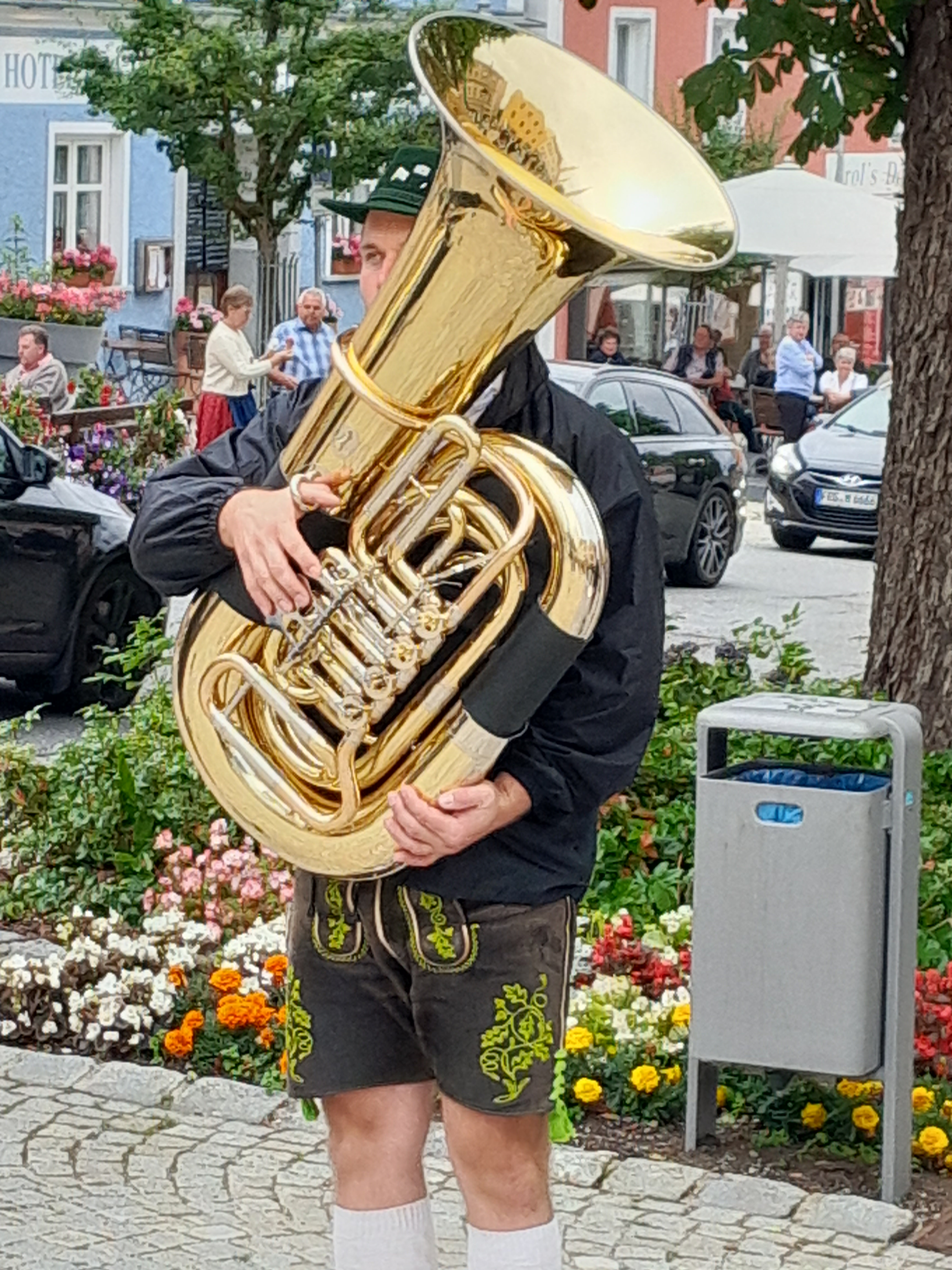
Ein Fahnenumzug der Grafenauer Vereine bildet den Auftakt zum jährlichen Stadtfest. Daran nehmen auch Blasmusikanten teil

1521 erhielt Grafenau das erste Rathaus. Schon 1523 wurde Grauenaw in der von Johannes Aventinus angefertigten ersten Landkarte von Bayern ausgewiesen.
Im Jahre 1634 grassierte die Pest in der Folge von Einquartierungen fremder Truppen im Dreißigjährigen Krieg und 1742 plünderten die Panduren (ungarische Husaren) Grafenau. In den Jahren 1504, um 1545, zwischen 1550 und 1572, 1639, 1832, 1844 und 1850 wüteten Stadtbrände. Dennoch wurde die Stadt immer wieder neu aufgebaut. Die Guldenstraße wurde bis 1772 immer wieder repariert. 1845/46 entstand auf dem Stadtplatz das markante alte Rathaus mit seinem zierlichen Türmchen an der Stelle früherer Rathäuser.

### 20. Jahrhundert
Im Zweiten Weltkrieg blieb Grafenau unbeschädigt. Im Gegensatz zur Nachbargemeinde Schönberg kam es in Grafenau auch beim Einmarsch der Amerikaner nicht zu kriegerischen Handlungen, da der Stadtpfarrer Rankl mit seiner Nichte den Truppen mit einer weißen Fahne entgegenging und ihnen die Kapitulation der Stadt Grafenau anbot.
Am 3. Februar 1946 fanden die ersten Gemeindewahlen nach dem Zweiten Weltkrieg statt. Seit 1965 ist Grafenau ein staatlich anerkannter Luftkurort. Nicht zuletzt aufgrund der Integration zahlreicher Flüchtlinge und Vertriebener erfolgte in den Nachkriegsjahren ein intensiver Wohnungsbau. Die Zahl der Gebäude stieg von 186 im Jahr 1945 auf 562 am 31. Dezember 1978 (ohne Eingemeindungen).
Am 6. September 1967 fand in der Stadt die offizielle Gründungsversammlung des Zweckverbandes zu Förderung des Projektes eines Nationalparks Bayerischer Wald statt.
Bis 1972 war Grafenau Kreisstadt. Im Zuge der Kreisreform verlor die Stadt diesen Status. Durch die Zusammenlegung der beiden Altlandkreise Grafenau und Wolfstein entstand der Landkreis Freyung, ab dem 1. Mai 1973 Landkreis Freyung-Grafenau, mit dem Verwaltungssitz in Freyung.
Bis 1974 wurde in Grafenau die Brasiltabakfabrik Bogenstätter betrieben. Zunächst in Perlesreut, unweit von Grafenau, wurde die Tabakfabrik bis zum Beginn des Ersten Weltkriegs mit einer Dieselmotoranlage betrieben, die gleichzeitig den Ort mit Strom versorgte. Mit der Verknappung von Rohöl während der Kriegsjahre wurde die Anlage ab Herbst 1915 nach Grafenau in die ehemalige Mittermühle am Venusberg verlegt um dort die Produktion – aus heutiger Sicht ihrer Zeit voraus – bis zur Stilllegung der Fabrik alternativ mit Wasserkraft aufrechtzuerhalten. Die Schnupftabakfirma Alois Pöschl kaufte die Firma und damit auch die Rezepte auf. Noch heute wird der Schmalzler Perlesreuter Waldler Fresko der Firma Bogenstätter von der Firma Pöschl mit unveränderter Rezeptur hergestellt und vertrieben.

### Eingemeindungen
Im Zuge der Gebietsreform in Bayern wurde am 1. April 1971 die Rosenau eingegliedert. Am 1. Januar 1972 kam Großarmschlag hinzu. Neudorf folgte am 1. Januar 1974. Die Gemeinde Schlag und Gebietsteile der aufgelösten Gemeinde Haus im Wald kamen am 1. Januar 1978 hinzu.

### Einwohnerentwicklung
Zwischen 1988 und 2018 wuchs die Stadt von 8163 auf 8256 um 93 Einwohner bzw. um 1,1 %. Am 30. September 2021 zählte Grafenau 8.156 Einwohner.

## Religion

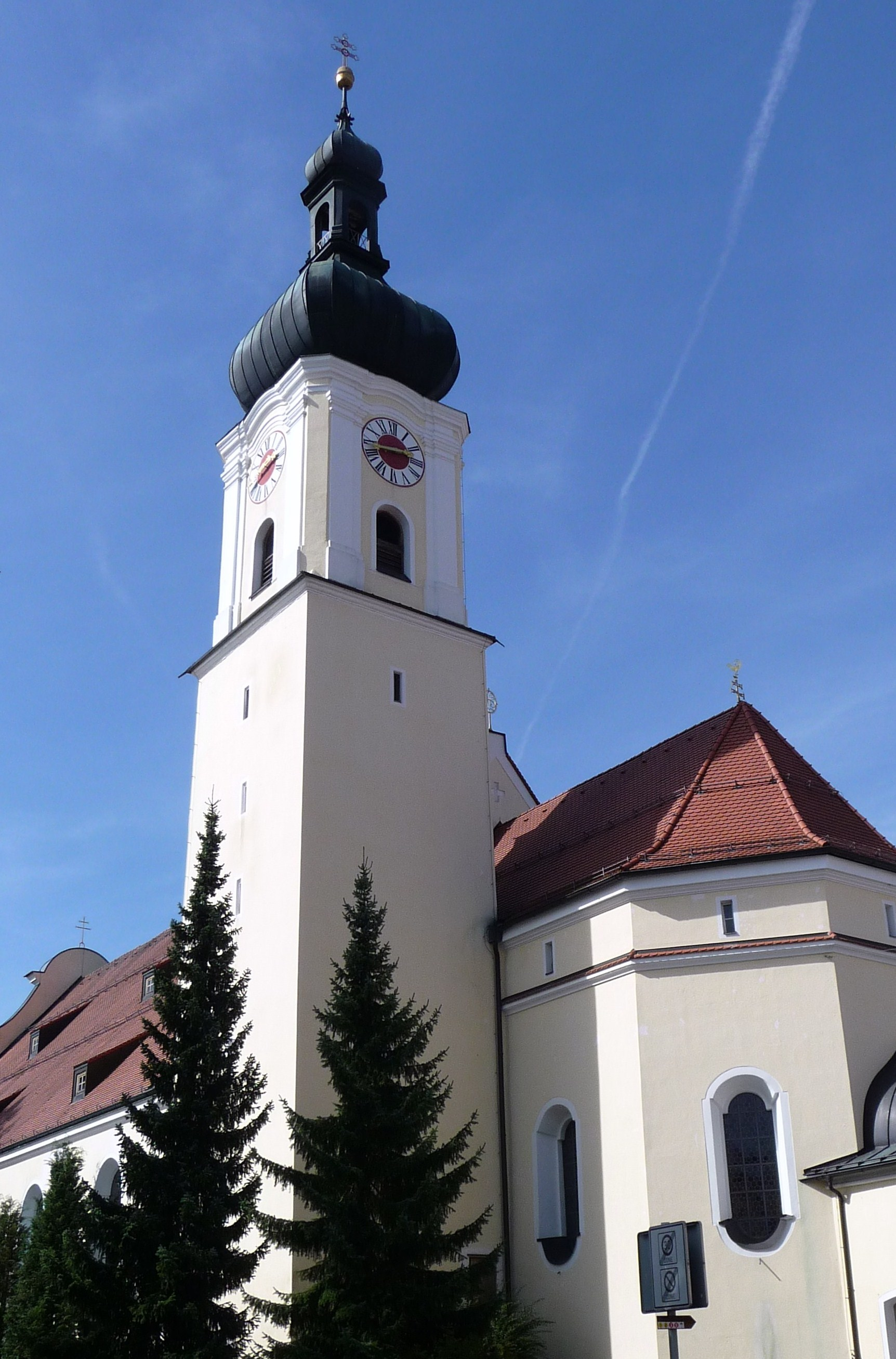
Die katholische Stadtpfarrkirche St. Mariä Himmelfahrt

Die Geschichte der katholischen Seelsorge in Grafenau ist eng mit dem benachbarten Sankt Oswald-Riedlhütte verknüpft. Am 14. Juni 1389 wurde die Kirche in St. Oswald geweiht. Sieben Jahre später, am 5. August 1396, wurde die Gründung des Paulinerklosters St. Oswald beurkundet. Sowohl Kirche als auch Kloster sind Stiftungen des Landgrafen Johanns I. von Leuchtenberg. Über den Zeitpunkt der Errichtung der Stadtpfarrkirche und der Pfarrei in Grafenau ist nichts bekannt. Grafenau wurde zunächst als Säkularpfarrei vom Kloster St. Oswald seelsorgerisch betreut. In der Stiftungsurkunde des Klosters ist von der „Kürchen und Pfarr unser lieben Frau Marie Gottes Mutter in der Grafenau, die unser rechtes Erb ist…“ zu lesen.
Ende des 16. Jahrhunderts wurde das Kloster St. Oswald aufgrund seiner hohen Verschuldung als Propstei von der Abtei Niederalteich (bei Deggendorf) übernommen.
Ab 1604 wurde die Seelsorge Grafenaus einem dem Kloster St. Oswald angehörenden Vikar anvertraut.
Während der Säkularisation wurde die Propstei St. Oswald aufgelöst. 1806 wurde Grafenau erneut Stadtpfarrei.
Grafenau gehört zum Bistum Passau.
Der katholische Stadtpfarrer von Grafenau ist Kajetan Steinbeißer, seine evangelische Kollegin ist Pfarrerin Sonja Schuster.
Die Geschichte der evangelischen Seelsorge in Grafenau und der Umgebung beginnt mit der Privatisierung der Glashütten und der Industrialisierung der Holzgewinnung. Fränkische und Sächsische Unternehmer übernahmen großteils diese Industriezweige und holten evangelische Facharbeiter aus ihrer Heimat nach. 1901 wurde die Martin-Lutherkirche eingeweiht und 1934 die Grafenauer Holzkirche. Nach dem Krieg kamen viele evangelische Flüchtlinge und 1969 wurden die bedeutend größere Christuskirche sowie die Dietrich-Bonhoefferkirche Schönberg eingeweiht. Seit 1948 ist die evangelische Gemeinde Grafenau eine eigenständige Gemeinde. Zu ihr gehören Spiegelau, Schönberg, Klingenbrunn, Innernzell und das Umland. Die Gemeinde ist Teil des Dekanats Passau.

Kirchengebäude in der Stadt: 

Die katholische Stadtpfarrkirche von innen

- Kapelle in Waldhäuser (betreut durch die Pfarrei Grafenau)
- katholische Stadtpfarrkirche Mariä Himmelfahrt. Das neubarocke Bauwerk entstand 1905 bis 1907 nach Plänen von Architekt Michael Kurz. Die Altäre stammen aus der Zeit um 1730, zahlreiche Figuren aus der Zeit der Gotik und des Barocks.[8]
- katholische Filialkirche Herz Jesu (Neudorf)
- katholische Filialkirche Mariä Unbefleckte Empfängnis (Großarmschlag)
- katholische Gemeindekirche Hl. Herz Jesu (Haus im Wald)
- Spitalkirche Hl. Dreifaltigkeit (1759)
- evangelische Christus-Kirche (1969)
- evangelische Martin-Lutherkirche (1901) (Spiegelau)
- evangelische Dietrich-Bonhoefferkirche (1968) (Schönberg)
- Kapelle in Rosenau
- Wallfahrtskirche Brudersbrunn (1842), daneben Gedächtniskapelle, die 1952 Paula Holzhäuer aus dem Gemeindeteil Elsenthal für ihren im KZ ermordeten Vater errichten ließ[9]

## Politik

### Bürgermeister
Erster Bürgermeister ist Alexander Mayer (Unabhängige Wähler Grafenau). Mayer erhielt in der Stichwahl im März 2020 57,9 % der abgegebenen Stimmen. Die Wahlbeteiligung im ersten Wahlgang lag bei 68,1 %, bei der Stichwahl bei 78,6 %.

### Stadtrat
Der Stadtrat hat 20 Sitze. Diese teilen sich nach der Kommunalwahl 2020 wie folgt auf:
- CSU: 8 Sitze
- SPD: 6 Sitze
- UWG: 5 Sitze
- FDP: 1 Sitz

### Wappen
| Wappen von Grafenau (Niederbayern) | Blasonierung: „Unter Schildhaupt mit den bayerischen Rauten in Gold über absteigender silberner Zinnenmauer wachsend ein rot gezungter, schwarzer Bär.“ |
| Wappen von Grafenau (Niederbayern) | Wappenbegründung: Das Schildhaupt mit den Rauten erinnert an die wittelsbachischen Stadtherren. Die Zinnenmauer symbolisiert die Befestigungsanlagen und allgemein den Stadtstatus. Der Bär ist redendes Bild für die Herrschaft Bärnstein, zu der Grafenau gehörte. Das Wappen blieb weitgehend unverändert. Vom 16. bis zum 18. Jahrhundert wurde der Bär gelegentlich auch in ganzer Gestalt schreitend auf der Zinnenmauer dargestellt (Stich von Michael Wening, um 1700). Der noch junge Markt Grafenau in verkehrsgünstiger Lage am Goldenen Steig wurde 1376 auf Betreiben der Landgrafen von Leuchtenberg, der damaligen Inhaber der Herrschaft Bärnstein, durch Kaiser Karl IV. zur Stadt erhoben. Die Verleihung eines Wappens erfolgte erst 1508 während der kurzen Zugehörigkeit zum Fürstentum Pfalz-Neuburg durch Herzog Friedrich II., den Vormund der Pfalzgrafen Ottheinrich und Philipp. Der Freiheitsbrief von 1510 bestätigte auch das Siegelrecht. Das 1510 geschnittene Siegel trägt jedoch irrtümlich die Jahreszahl 1501 in der Umschrift. Dieses Wappen wird seit 1508 geführt. |

### Städtepartnerschaften
- Österreich: Schärding (seit 1976)
- Tschechien: Kašperské Hory (deutsch: Bergreichenstein; seit 1991).

## Kultur und Sehenswürdigkeiten

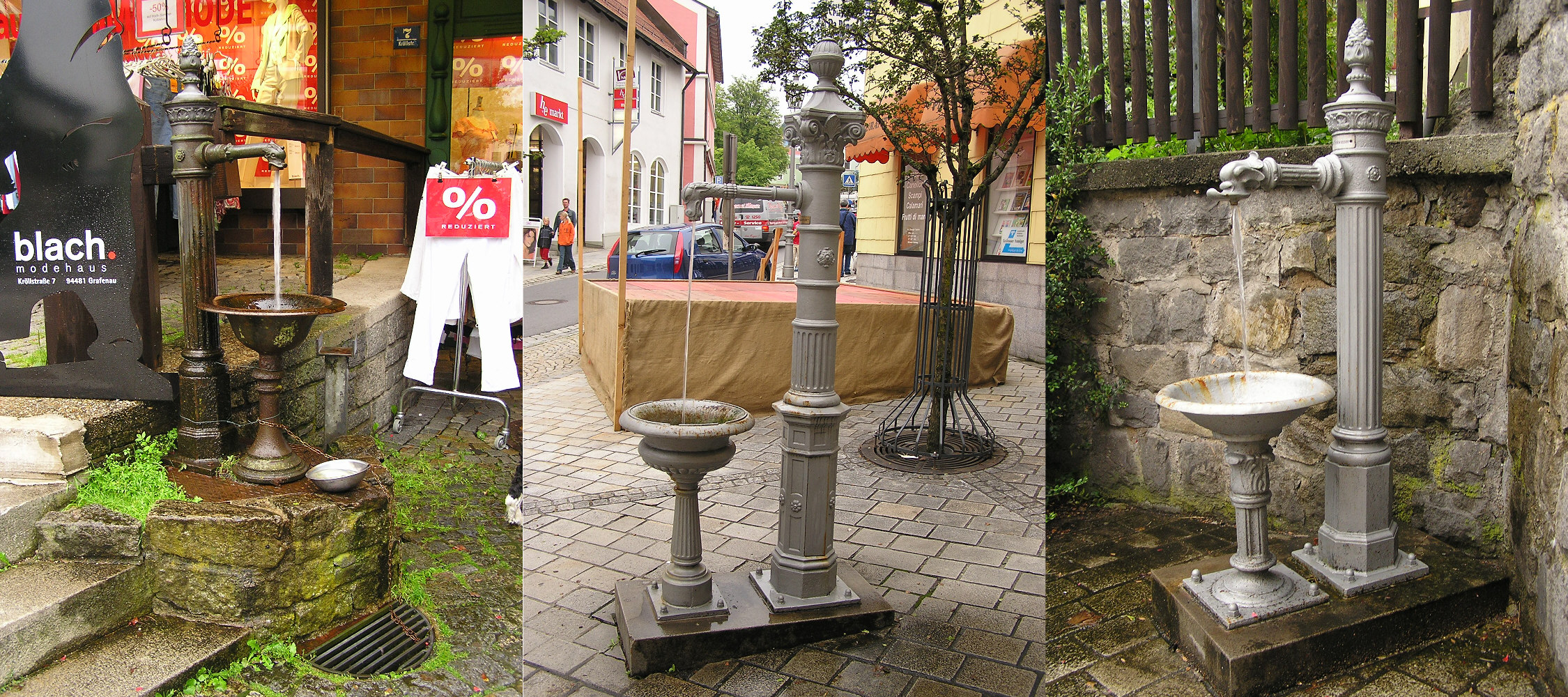
Drei Brunnen in der Grafenauer Altstadt

Der Stadtplatz steigt nach Norden stark an. Hier befindet sich das neugotische, mit einem Treppengiebel versehene ehemalige Rathaus aus dem Jahr 1845, jetzt Nationalparkverwaltung. Am oberen Ende steht die Pfarrkirche Mariä Himmelfahrt.

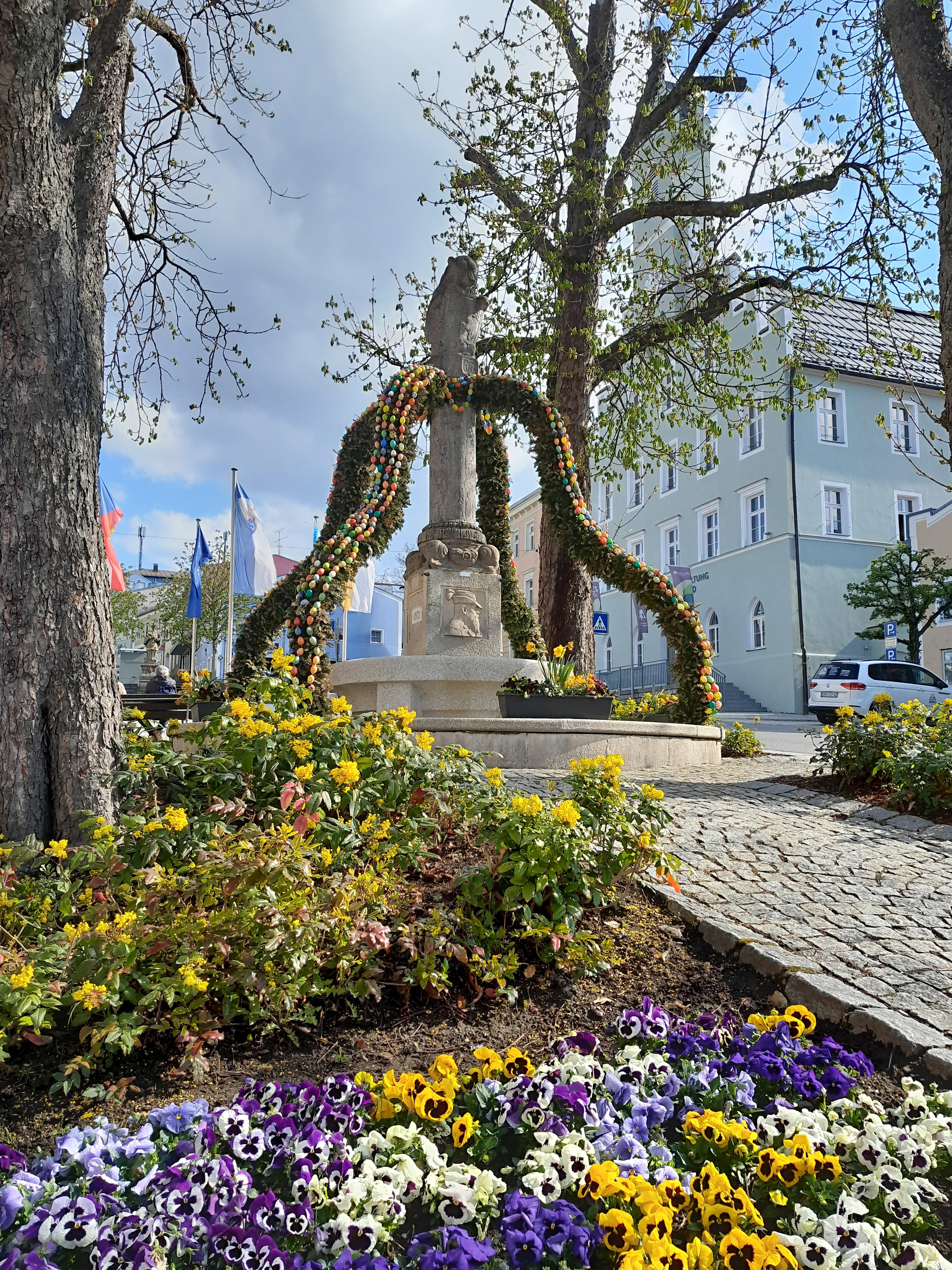
Der Luitpoltbrunnen auf dem Stadtplatz mit österlichem Schmuck

Grafenau zeigt an zwei Standorten öffentlich aufgestellte Bronzeplastiken des Künstlers Heinz Theuerjahr: Am Gymnasium der Stadt ist der Auerhahn zu sehen, im Grafenauer Kurpark der Große Bär.

### Parks
- Kurpark
- Stadtpark Kirchenwiese

### Museen
Das Stadtmuseum unterrichtet den Besucher über die Geschichte Grafenaus und bezieht dabei auch die Darstellung der früheren Stadtapotheke ein. Des Weiteren werden historische Handwerkstraditionen dargestellt.
Am Westeingang des Kurparks befindet sich das Bauernmöbelmuseum (bestehend aus zwei Bauernhäusern, einer Wagenremise und einem Getreidekasten), das die Malereikunst der Bauernmöbel aus dem 18. und 19. Jahrhundert im Bayerischen Wald ausstellt. Des Weiteren zeugen zahlreiche zeitgenössische Gegenstände vom bäuerlichen Leben.
Das Schnupftabakmuseum ist das weltweit einzige zu dieser Thematik und gibt über Geschichte, Herstellung sowie Verbreitung des Schnupftabaks Auskunft. Dort befindet sich auch das größte Schnupftabakglas der Welt mit einem Gewicht von über 30 Kilogramm.

### Regelmäßige Veranstaltungen
- Am 1. Freitag im Juli beginnt das traditionelle Volksfest (seit 1950)
- Am 1. Samstag im August findet in fünfjährigem Abstand das Säumerfest statt. (seit 1976)
- Rockfestival Lichteneck (1995–2014, 2018–)
- Adventszeit: Weihnachtsmarkt am Stadtplatz

### Trivia
- Unter der Regie von Klaus Lemke fanden unter anderem in Grafenau und Umgebung die Dreharbeiten zum Film Arabische Nächte statt, der 1979 uraufgeführt wurde.

## Wirtschaft und Infrastruktur

### Tourismus

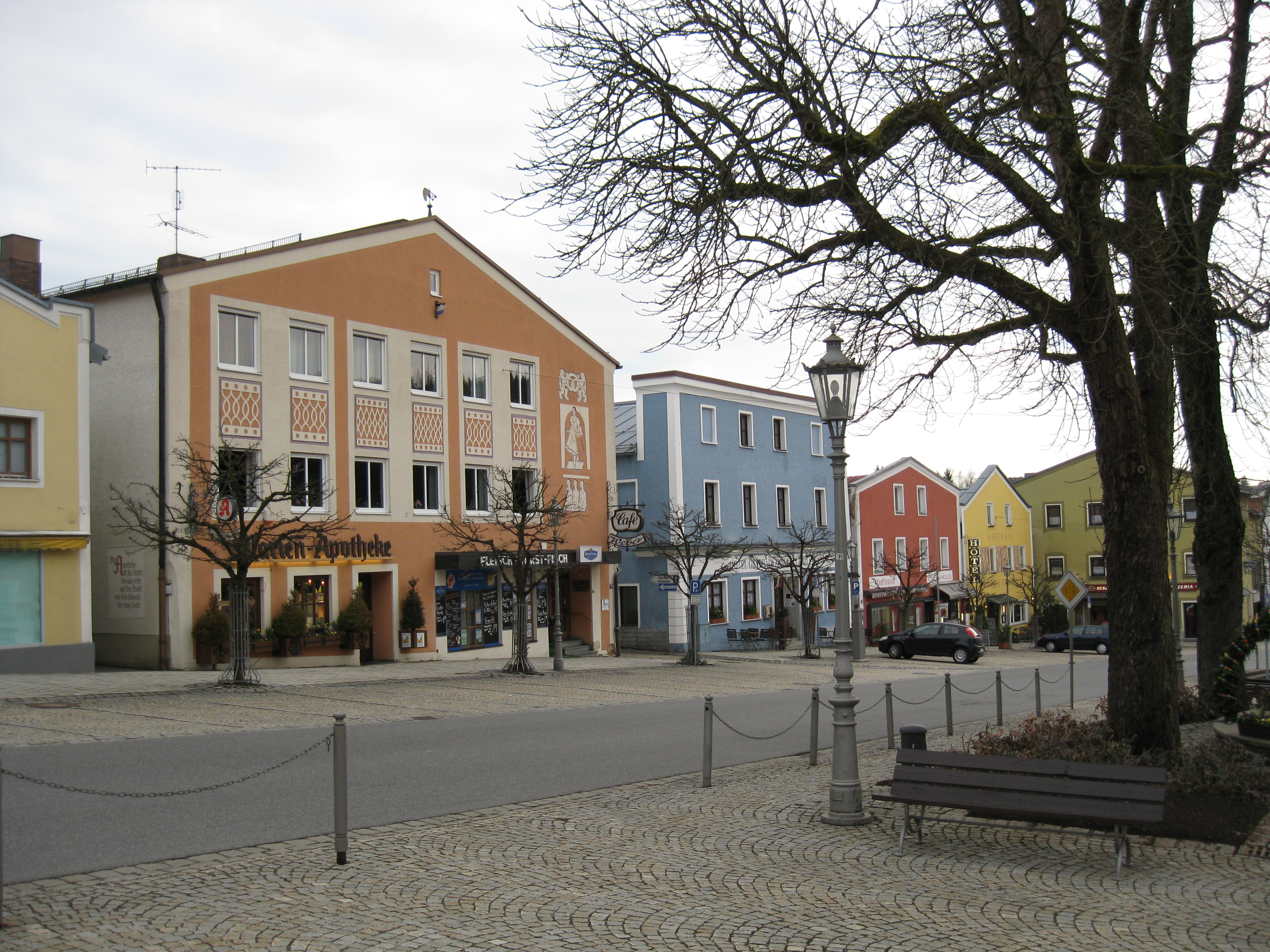
Stadtmitte von Grafenau

Am 24. Mai 1964 fand die Eröffnung des Berliner Feriendorfes auf dem Grafenauer Schwaimberg durch Wilhelmine Lübke, Gattin des damaligen Bundespräsidenten Heinrich Lübke statt. Zu dieser Zeit war es mit 125 Bungalows das größte und modernste Feriendorf in Europa. Finanziert wurde die Anlage durch die Stiftung Hilfswerk Berlin in Zusammenarbeit mit der ARD-Fernsehlotterie Ein Platz an der Sonne. Das Feriendorf wurde zuletzt von der holländischen Roompot-Holiday-Gruppe betrieben. Momentan ist es geschlossen. Das Feriendorf wurde mittlerweile von der Stadt Grafenau erworben, um dieses an einen Investor zu verkaufen.
Es gibt ein beheiztes Wellen-Freibad und einen Kurpark.
Der nächstgelegene Campingplatz Camping am Nationalpark liegt im Nachbarort Spiegelau. Er ist ganzjährig geöffnet und hat eine Kapazität von 100 Plätzen (inklusive Wohnmobile).
Am Südrand der Stadt zum benachbarten Stadtteil Schlag liegt eine Liftanlage mit zwei Schleppliften. Diese wird in den schneelosen Monaten zur Bobbahn (schienengeführt) umfunktioniert. Die Gesamtlänge der Bahn beträgt über 1000 Meter. Der Höhenunterschied liegt bei knapp über 100 Metern.
Am östlichen Rand des Kurparks stehen im Sommer Asphaltstockbahnen zur Verfügung. Im Winter wird die Anlage als Eishalle (Eislaufen und Eisstockschießen) genutzt.
Für Piloten von Hängegleitern befindet sich in der Nähe zu Grafenau am Berg Büchelstein eine Startrampe.
Im August 2005 wurde der Golfclub am Nationalpark Bayerischer Wald e. V. eröffnet, an dem Grafenau beteiligt ist. Die Anlage umfasst 90 ha mit 18 bespielbaren Löchern.
Am Grafenauer Langlaufzentrum Rosenau besteht die Möglichkeit zum Einstieg in die Bayerwaldloipe.

### Verkehr

#### Straße

Der neue Busbahnhof

Liniennetz des Stadtbusses

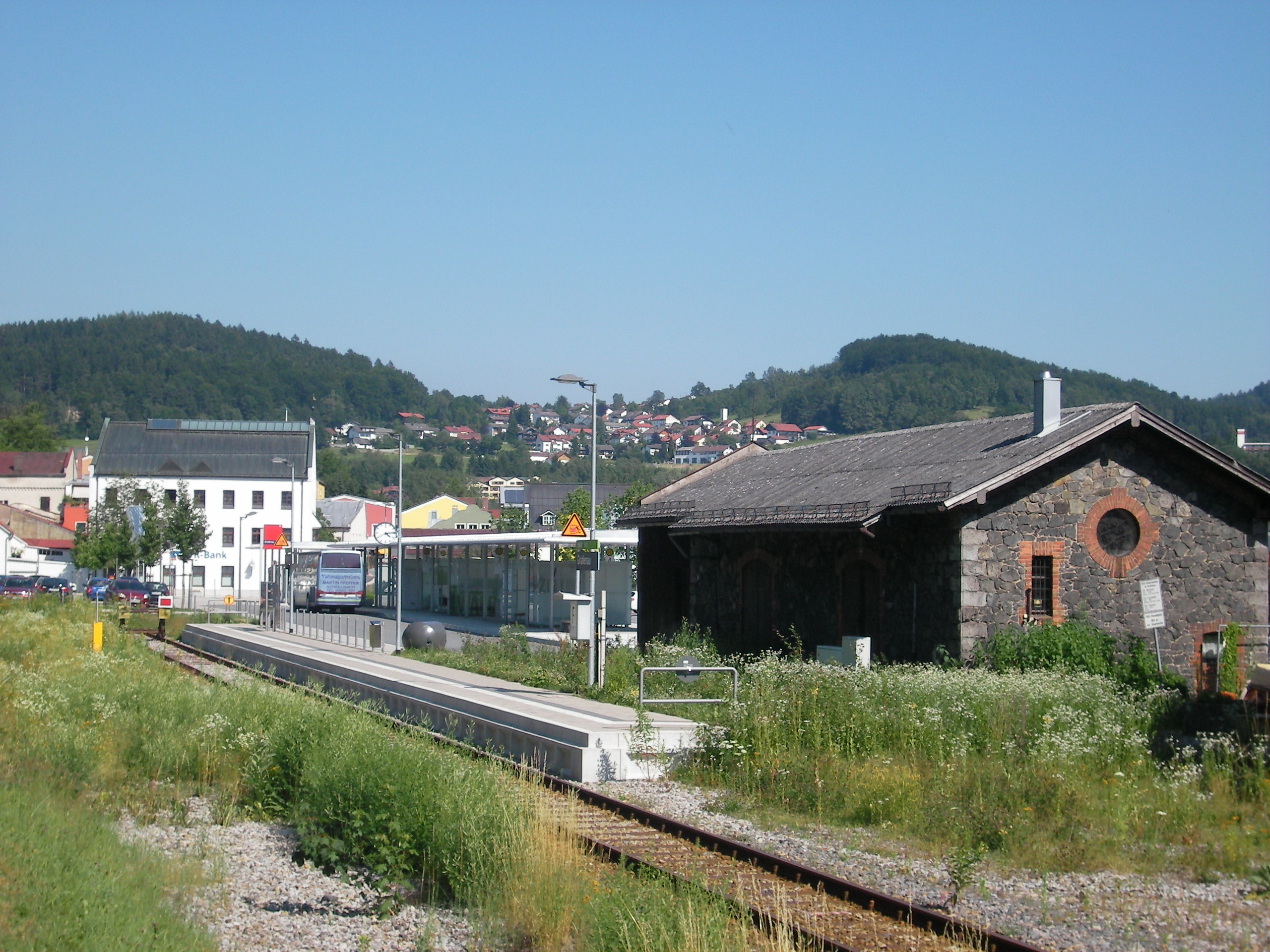
Der Haltepunkt von Grafenau

Durch das Stadtgebiet führt als einzige Bundesstraße die B 533. Diese zweigt bei Elsenthal von der B 85 Passau – Cham ab und verbindet Freyung mit dem Autobahnanschluss an die A 3 (Europastraße E 56) bei Hengersberg. ist die nächstgelegene Bundesautobahn zu Grafenau. Darüber hinaus verbindet die Staatsstraße 2132 Grafenau mit Spiegelau und Zwiesel.

#### Zugverbindung
Mit der Eröffnung der Bahnstrecke Zwiesel–Grafenau am 1. September 1890 erlangte Grafenau Anschluss an das Bahnnetz. Inzwischen verkehren die Züge der Waldbahn im Stundentakt auf dieser Strecke mit Anschluss in Zwiesel nach Plattling, Bay. Eisenstein und Bodenmais. Die Bahnstrecke ist in das Nationalparkverkehrskonzept Bayerischer Wald integriert.
Im Zuge einer Modernisierung des Bahnhofsareals 2008 wurde der Bahnhof auf ein Gleis reduziert.

#### Öffentlicher Nahverkehr

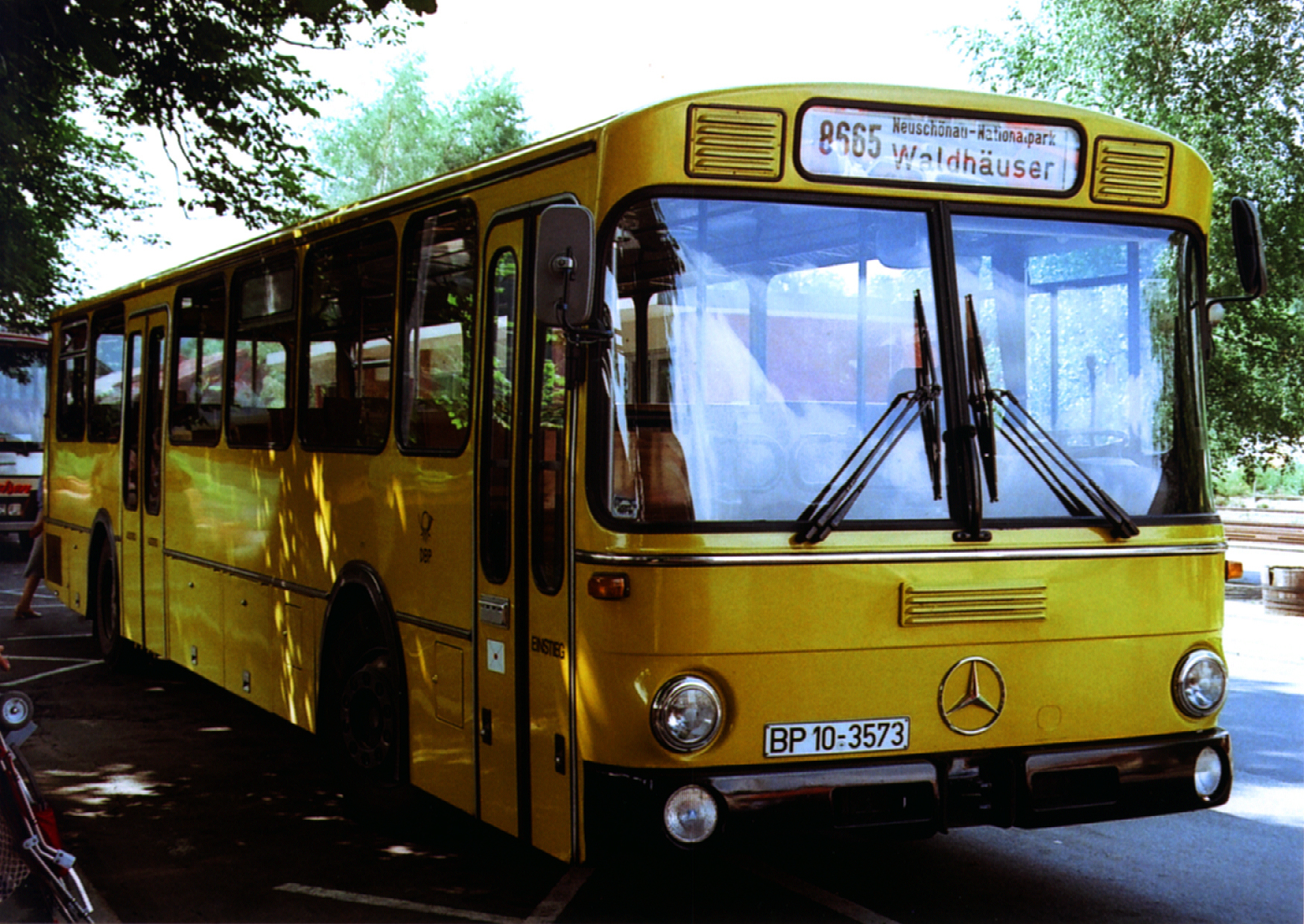
Postbus 1982 am Grafenauer Bahnhof

Der Grafenauer Busbahnhof wird von der RBO und weiteren privaten Busunternehmen bedient. Diese verbinden Grafenau mit Zielen in der Region. Daneben existiert ein Stadtbus der Firma Sieghart Reisen, der wochentags zwischen ca. 7 und 18 Uhr im annähernden Stundentakt auf vier Linien verkehrt. Dieser wird während des Volksfestes um ein tägliches Nachtliniennetz auf zwei Linien ergänzt. Grafenau ist an die Igelbusse des Nationalparks Bayerischer Wald angebunden.
Der Busbahnhof liegt in unmittelbarer Nachbarschaft zum Bahnhof der Stadt. Im Zuge eines 1,3 Millionen teuren Umbaus wurde das gesamte Bahnhofsgelände bis zum Jahr 2009 umgebaut und ein neuer Busbahnhof errichtet. Bis November 2007 wurden zwei Kreisverkehre, eine Bushaltestelle sowie ein Parkplatz neu angelegt.
Im Stadtgebiet gilt das Bayerwald-Ticket auf Regionalbuslinien der RBO. Seit dem 1. Mai 2010 ist die Stadt neben weiteren Bayerwaldgemeinden an dem GUTi – Gästeservice Umwelt-Ticket beteiligt, das seinen Gästen kostenlosen Beförderung auf allen Bahn- und Busverbindungen im Bayerwald-Ticket-Tarifgebiet anbietet. Dieses gilt abweichend auch im Grafenauer Stadtbus.

#### Luftverkehr
In etwa 4,5 km Entfernung (Luftlinie) zum Stadtzentrum an der Abzweigung B 85/B 533 südwestlich der Stadt liegt der Sonderlandeplatz Flugplatz Elsenthal-Grafenau. Dieser wurde 1963 von einer örtlichen Speditionsfirma errichtet und später vom Flugsportverein Grafenau übernommen. Er besitzt eine 500 m lange Naturstart- und Landebahn.

### Wirtschaft
In der zentralortlichen Hierarchie rangiert die Stadt als Mittelzentrum. Im Rahmen der Regionalentwicklung gehört das Mittelzentrum Grafenau zur Planungsregion Donau-Wald.

#### Ansässige Unternehmen
- AMF (Mineralfasern)
- AVS Ing. J. C. Römer GmbH (Ventile, Armaturen)
- Bucher Bräu GmbH & Co. KG (Getränke)
- BWmedien GmbH (Internetdienstleistungen)
- elumeg GmbH (Elektrokabelfabrikation)
- Ludwig Baierer e. K. (Mineralöle, Brennstoffe, Tankstelle)
- Sedlbauer AG (Elektronik)
- Zambelli (Dachsysteme)

#### Medien
- Grafenauer Anzeiger (Lokalredaktion der PNP)

### Öffentliche Einrichtungen

#### Schulen
Das erste Schulhaus der Stadt befindet sich in der Scharrerstraße (Nr. 35). Die Überlassung des Gebäudes zur Einrichtung einer Schule wurde am 27. Juni 1610 vom Propst zu St. Oswald, P. Laurentius Seyberer, beurkundet.
Mit den Osterferien 1945 enden zunächst alle Unterrichtsaktivitäten der Gemeinschaftsschule im Nationalsozialismus. Fortgeführt wird der Schulunterricht in Grafenau erst wieder – entsprechend den Anweisungen und Vorgaben des Militärgouverneurs – ab dem 19. September 1945.
Am 1. Oktober 1950 wird eine dreiklassige Staatliche Mittelschule für Knaben als Vorläufer der heutigen Realschule eröffnet.
Am 7. September 1965 wird das Gymnasium als kommunale Schule gegründet. Die Schule wurde am 1. August 1967 verstaatlicht. Im Jahr 1993 erhielt sie ihren bis heute gültigen Namen Landgraf-Leuchtenberg-Gymnasium.
Neben den erwähnten Schularten ist Grafenau Standort für Mittel- (Propst-Seyberer-Schule), Förder- (Don-Bosco-Schule), Grund-, Berufsfach-, Berufs-, Musik- und Volkshochschulen mit insgesamt durchschnittlich 2300 Schülern.

#### Verwaltungen
Die Stadt beherbergt seit 1976 im ehemaligen Rathaus den Sitz der Verwaltung des Nationalparks Bayerischer Wald.

#### Gesundheitswesen
Die Kliniken am Goldenen Steig gGmbH betreibt das Krankenhaus Grafenau. Dort befindet sich eine internistische Abteilung mit kardiologischem Schwerpunkt, zu der auch eine Intensivstation gehört.

## Persönlichkeiten
- Karl Bayer (* 17. Februar 1925 in Karbach; † 16. Juni 1995 in Grafenau), Forstmeister und Politiker, unter anderem Erster Bürgermeister von Grafenau
- Alfred Edel (* 12. März 1932 in Abensberg; † 17. Juni 1993 in Frankfurt am Main), Schauspieler; wurde in Grafenau beigesetzt
- Theo Elm (* 11. Juli 1944 in Grafenau), Germanist
- Fredl Fesl (* 7. Juli 1947 in Grafenau; † 25. Juni 2024 in Pleiskirchen), Liedermacher und Kabarettist
- Gerhard Töpfl (* 1952), Politiker (SPD), ab 1984 Erster Bürgermeister von Grafenau, Finanzamtmann[20]
- Elmar Raida (* 1958 in Grafenau), Komponist und Pianist
- Stephan Haering (* 15. September 1959 in Grafenau; † 18. November 2020 in München), römisch-katholischer Theologe, u. a. Richter am Erzbischöflichen Konsistorium und Metropolitangericht München
- Charlotte Wiesmann (* 17. August 1961 in Grafenau), Künstlerin
- Alfons Fürst (* 11. November 1961 in Neudorf, heute Grafenau), römisch-katholischer Theologe
- Alfons Döringer (* 1971 in Grafenau), Architekt
- Oliver Haidn (* 1971 in Grafenau), Nationaltrainer Bogenschießen und Lehrer
- Stefan Töpfl (* 1976 in Grafenau), Lebensmitteltechnologe, Professor für Lebensmittelverfahrenstechnik